# Черевовійчасті
Черевов́ійчасті , або гастротр́ихи (Gastrotricha) — тип (раніше клас) двобічно-симетричних тварин. Дрібні червоподібні тварини до 1 мм довжини, живуть у морі та прісних водоймах. Переважно придонні тварини. Відомо приблизно 350 морських та 250 прісноводних видів.

## Назва
Назва «гастротрих» походить від грецького γαστήρ gaster, що означає «шлунок», і θρίξ thrix, що означає «волосся». Назву придумав україно-французький зоолог Ілля Мечников у 1865 році . Англійська назва «hairyback» походить від неправильного перекладу «gastrotrich».

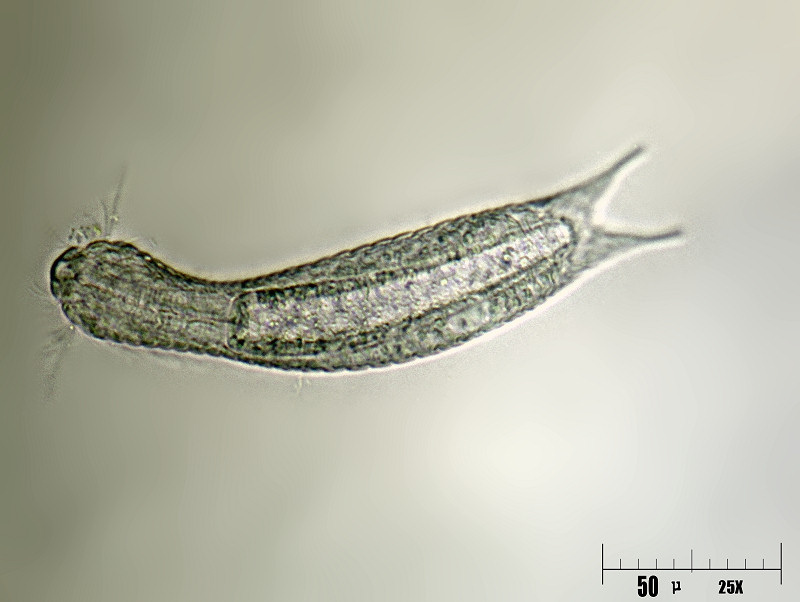
Lepidodermella squamata (Chaetonotida)

## Анатомія
Розмір гастротрихів варіюється приблизно від 0,06 до 3 мм (0,002 до 0,118 дюйм) завдовжки. Вони двосторонньо симетричні, з прозорим тілом у формі ремінця або кеглі, дугоподібним дорсально і сплощеним черевним. Передній кінець не чітко визначений як голова, але містить органи чуття, мозок і глотку. Війки знаходяться навколо рота і на черевній поверхні голови і тіла. Тулуб містить кишечник і репродуктивні органи. На задньому кінці тіла є два виступи з цементними залозами, які служать для зчеплення. Це система з подвійною залозою, де одна залоза виділяє клей, а інша виділяє агент, щоб розірвати з’єднання. У Macrodasyida на передньому кінці та з боків тіла є додаткові клейкі залози.